# Lantastic
LANtastic – jest platformą sieciową LAN dla systemów operacyjnych DOS, Microsoft Windows oraz OS/2. LANtastic wspierał standardy Ethernet, ARCnet i Token Ring oraz posiadał swój własny standard sieciowy oparty na kablu UTP o przepustowości 2 Mbit/s.
LANtastic umożliwiał zdalny dostęp do plików, drukarek, napędów CD-ROM oraz aplikacji na innych komputerach poprzez sieć. Był on szczególnie popularny przed wydaniem systemu Windows 95, który miał już wbudowaną własną obsługę sieci LAN. Popularnością niemal dorównywał liderowi w tej dziedzinie, systemowi Netware firmy Novell.
LANtastic został stworzony przez firmę Artisoft Inc.
W Polsce od 1992 dystrybutorem jest firma Polmax z Wrocławia, posiada ona również prawa do sprzedaży na rynku europejskim oraz jest przedstawicielem dysponenta kodu.
Obecna wersja (od 2006 r.) to LANtastic 8.01. Można za jej pomocą połączyć w sieć komputery PC pracujące na systemach DOS 5.0 (lub nowszych) i Windows od 3.11 (lub nowszych, włączając Windows XP).
W chwili obecnej wykorzystywany jest najczęściej do łączenia kas sklepowych oraz w sieciach przemysłowych m.in. łączenie obrabiarek numerycznych CNC z komputerami sterującymi.